# Hoshi Daisuke
Daisuke Hoshi (sinh ngày 10 tháng 12 năm 1980) là một cầu thủ bóng đá người Nhật Bản.

## Sự nghiệp câu lạc bộ
Daisuke Hoshi đã từng chơi cho Yokohama F. Marinos, FC Tokyo, Omiya Ardija, Montedio Yamagata, Kyoto Sanga FC, Tochigi SC và FC Machida Zelvia.